# Pelodytes ibericus
Il pelodite iberico (Pelodytes ibericus Sánchez-Herráiz, Barbadillo, Machordom and Sanchiz, 2000) è un anfibio anuro appartenente alla famiglia dei Peloditidi.

## Descrizione
Il pelodite iberico è leggermente più piccolo del pelodite punteggiato, ma esteriormente quasi indistinguibile. Corporatura snella, da rana, con zampe lunghe e pelle verrucosa; occhi con pupille verticali. Le parti superiori sono beige, grigio-brunastre o olivastre, solitamente con macchie nere e verdi. Le zampe sono provviste di bordi membranosi ai lati delle dita, ma mai di membrane interdigitali. La lunghezza è di 3-4 cm nei maschi e di 3,5-4,5 cm nelle femmine.

## Biologia
La riproduzione del pelodite iberico si svolge da ottobre a maggio, con la deposizione di cordoni brevi, ma relativamente spessi, contenenti circa 1000 uova.

## Distribuzione e habitat
Il pelodite iberico è una specie endemica della penisola iberica meridionale. Vive principalmente a basse e medie altitudini, ma sulle montagne dell'Andalusia raggiunge anche i 2000 m. Predilige habitat altamente strutturati, aperti, erbosi e cespugliosi, ma si può trovare anche in sistemi dunali o foreste rade. Si trova spesso in prossimità dell'acqua, e trascorre il giorno nascosto sotto pezzi di legno e sassi.